# 山普鲁镇
山普鲁镇，是中华人民共和国新疆维吾尔自治区和田地區洛浦县下辖的一个乡镇级行政单位。
2014年10月21日，新疆维吾尔自治区人民政府批复同意撤销山普鲁乡建制，设立山普鲁镇。
該地曾發現具有希臘化時期藝術風格的山普拉掛毯，以及兩幅很有可能描繪《吉爾伽美什史詩》場景的山普魯氍毹。

## 行政区划
山普鲁镇下辖以下地区：
阿日买里村、先拜巴扎村、阔其坎村、兰干村、克兰特村、阿依丁库勒村、巴什阿克买迪日斯村、阿亚克阿克买迪日斯村、恰克玛克村、加依艾日克村、库尔巴格村、阔塔孜兰干村、依勒达木村、巴什克依阔村、库木巴格村、色日克村、喀让古亚村、阿亚格克依阔村、喀拉央塔克村、巴什比孜里村、欧吐拉比孜里村、阿亚格比孜里村、喀拉克尔村、英兰干村、博斯坦库勒村和英巴格村。